# Pandemia de COVID-19 en Michoacán
La pandemia de COVID-19 en Michoacán, estado de México, inició el 20 de marzo de 2020, con cuatro  casos de tres hombres de nacionalidad española, uno de 72 años, otro de 36 y uno más de 57 años, así como, una mujer mexicana de 57 años, tres en Morelia y uno en Ciudad Lázaro Cárdenas.
Las cuatro personas infectadas viajaron por países europeos como España, Francia, Inglaterra, Italia y Turquía. El primer paciente se trata de un proveedor español de la empresa Arcelor Mittal, ubicada en el puerto de Lázaro Cárdenas Michoacán; el trabajador fue puesto en aislamiento.
Hasta el 5 de mayo del 2023 aún existen un total de 291 casos activos de COVID-19 en el estado de Michoacán

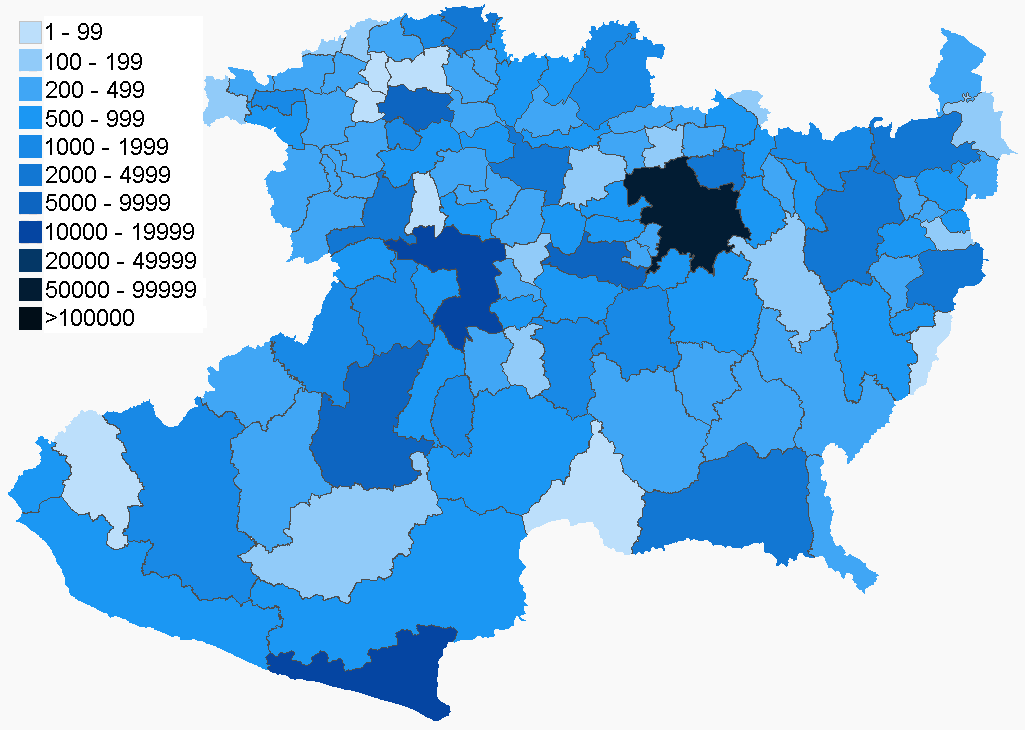
Total de pacientes recuperados de COVID-19 en Michoacán, 1 de diciembre de 2022

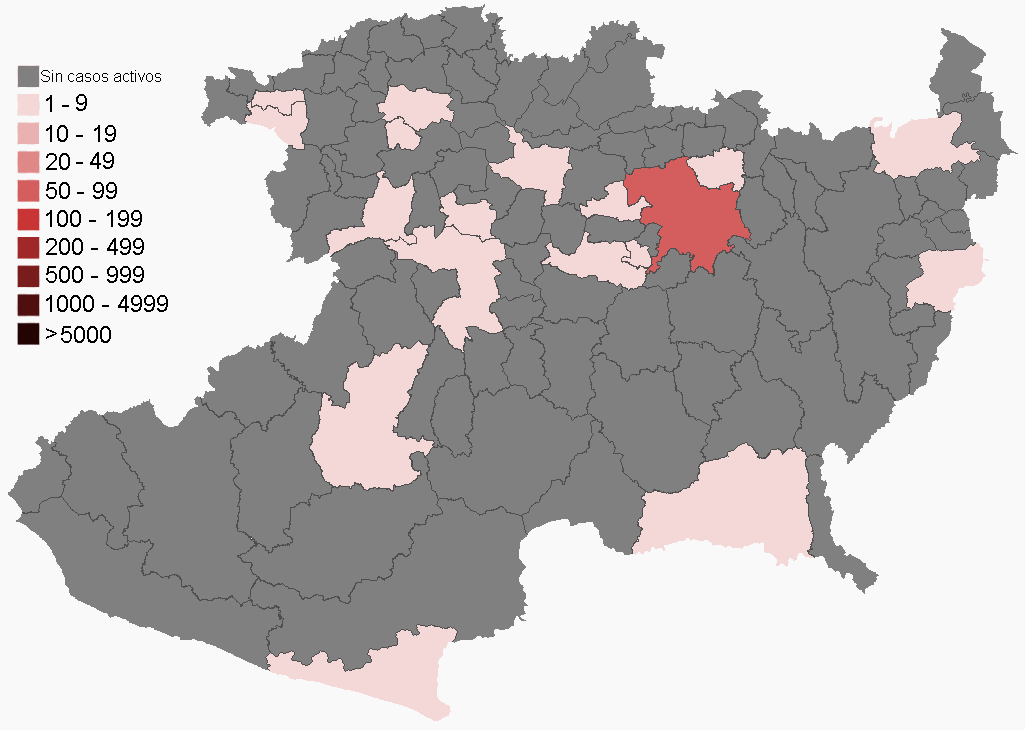
Casos activos de COVID-19 en Michoacán, 1 de diciembre de 2022

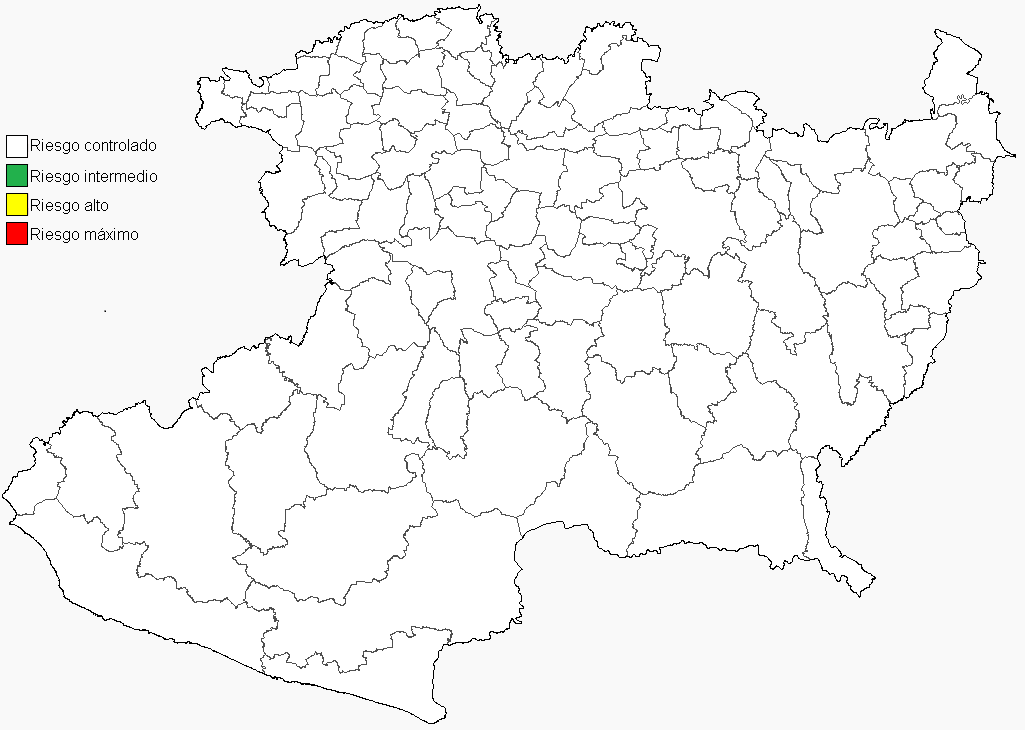
Asignacion de Banderas de Nivel de Riesgo epidemiológico en Michoacán
Bandera blanca: Riesgo controlado
Bandera verde: Riesgo intermedio
Bandera amarilla: Riesgo alto
Bandera roja: Riesgo máximo

## Antecedentes
El 31 de diciembre del 2019, la Organización Mundial de la Salud dio a conocer la existencia de la enfermedad infecciosa COVID-19, ocasionada por el virus SARS-CoV-2, tras suscitarse un brote en la ciudad china de Wuhan. Hasta el 27 de febrero de 2020, se habían confirmado 82 294 casos de infección en todo el mundo, de los cuales el 95.5 % se concentraban en China. El resto de infectados se encontraban dispersos en 57 países distintos a China, mientras que Estados Unidos, Canadá y Brasil eran las únicas naciones del continente americano con casos confirmados. En México, se tenía registro de un caso bajo investigación en el Estado de Hidalgo, y 22 casos habían resultado negativos en otras entidades, como Jalisco, Michoacán, Tamaulipas, Ciudad de México, Oaxaca, el Estado de México y Guanajuato.

## Cronología
Anexo:Cronología de la pandemia de COVID-19 en Michoacán

#### 2019
- En noviembre, un hombre de 55 años sería la primera persona en contraer la enfermedad. En ese momento se desconocía totalmente la existencia del virus.
- Los hospitales de Wuhan comenzaron a detectar los primeros casos de la nueva enfermedad a mediados de diciembre de 2019. Estos primeros contagios detectados se dieron en el ámbito del Mercado Mayorista de Mariscos del Sur de China de Wuhan.
- A finales de diciembre de 2019, China informa a la Organización Mundial de la Salud (OMS) de casos de neumonía de origen desconocido.

#### 2020
- En enero de 2020, China y autoridades sanitarias informan que se trata de una nueva cepa de coronavirus.
- En los meses de enero a abril, el COVID-19 comienza a propagarse con rapidez, varios países confirman la detección de casos del nuevo coronavirus en sus territorios.
- En marzo de 2020, la OMS declaró a la enfermedad COVID-19 como Pandemia Mundial, tras un acelerado incremento de contagios en varios países, principalmente en el norte de Italia.[3]
- En varias partes del mundo, millones de personas entran en confinamiento.
- En agosto, Rusia, informa de la elaboración de la primera vacuna contra la enfermedad COVID-19
- En diciembre de 2020, inicia en el mundo la aplicación de la vacuna contra el COVID-19[4]

#### 2021
- La OMS decide nombrar con el alfabeto griego a las distintas Variantes de SARS-CoV-2 que comenzaron a surgir a mitad del 2020, para evitar estigmatizar o discriminar a ciudadanos de países donde surgen. Hasta el momento las más contagiosas son las variantes: Delta y Ómicron.
- En algunos países se reportan varias olas de contagios que ponen en jaque al sistema sanitario.

#### 2022
- Algunos países, principalmente en Europa, comienzan a quitar gradualmente las restricciones impuestas para contener los contagios, esto debido a la gran alta tasa de vacunación, más refuerzos aplicados, y la excesiva incidencia provocada por la variante Ómicron.
- En varios países, vuelven a registrarse considerable aumento de casos de COVID-19, algunas autoridades de gobierno y de Salud, informan de nuevas medidas para mitigar el incremento de contagios

#### 2023
- El 5 de mayo del 2022, la OMS declaró finalizada la emergencia de COVID-19, en todo el mundo se registraron más de 700 millones de contagios y un aprox. de entre 6 a 20 millones de personas fallecieron

## Signos y síntomas
Las personas infectadas con COVID-19, pueden estar asintomáticas o presentar un cortejo de síntomas que oscilan desde leves a muy graves, entre ellos fiebre, disnea
| Síntoma presente:                            | Frecuencia * (%) |
| -------------------------------------------- | ---------------- |
| Dolor de garganta                            | 60%              |
| Dolor de cabeza                              | 50%              |
| Tos seca/Tos con flemas                      | 46%              |
| Congestión nasal                             | 40%              |
| Laringitis                                   | 35%              |
| Estornudo                                    | 32%              |
| Fatiga                                       | 27%              |
| Dolor muscular o dolor en las articulaciones | 25%              |
| Náuseas o vómitos                            | 18%              |
| Hinchazón en el cuello                       | 15%              |
| Dolor de ojos                                | 14%              |
| Fiebre                                       | 13%              |
| Dolor/opresión de pecho                      | 13%              |
| Pérdida del olfato                           | 13%              |
| Escalofríos                                  | 12%              |
| Pérdida del gusto                            | 10%              |
| Dificultad para respirar                     | 11%              |
| Dolor de oído                                | 11%              |
| Diarrea                                      | 2%               |
| Hemoptisis                                   | 1%               |
| Hipoxia silenciosa                           | 0,6%             |

### Prevención
- Lavado de manos
- Evitar tocarse ojos, nariz y boca
- Evitar grandes aglomeraciones de personas.
- Cubrirse la boca y la nariz con el codo al toser o estornudar
- Uso de cubrebocas de manera correcta
- Uso de careta o gafas protectoras
- Distanciamiento social de al menos 2 metros
- Si existen síntomas respiratorios, evitar el contacto con otras personas
- Vacunarse

## Casos nuevos por día
Gráfica de casos confirmados por día de su anuncio oficial al 24 de junio de 2025 (UTC)
Gráfica de muertes por día de su anuncio oficial al 24 de junio de 2025 (UTC)
Gráfica de casos activos por día de su anuncio oficial al 24 de junio de 2025 (UTC)

## Estadística por municipio
| Municipio                      | Caso(s) confirmado(s) | Fallecido(s) | Recuperado(s) | Caso(s) activo(s) |
| ------------------------------ | --------------------- | ------------ | ------------- | ----------------- |
| Morelia                        | 64 844                | 2244         | 62 517        | 83                |
| Lázaro Cárdenas                | 19 326                | 701          | 18 624        | 1                 |
| Uruapan                        | 15 566                | 786          | 14 778        | 2                 |
| Pátzcuaro                      | 8119                  | 240          | 7876          | 2                 |
| Apatzingán                     | 6254                  | 287          | 5966          | 1                 |
| Zamora                         | 6177                  | 332          | 5844          | 1                 |
| Zitácuaro                      | 5041                  | 281          | 4759          | 1                 |
| La Piedad                      | 4918                  | 241          | 4677          | 0                 |
| Zacapu                         | 3873                  | 217          | 3655          | 1                 |
| Tarímbaro                      | 3394                  | 149          | 3242          | 3                 |
| Maravatío                      | 3363                  | 108          | 3253          | 2                 |
| Hidalgo                        | 2831                  | 159          | 2672          | 0                 |
| Foráneo (otros estados/países) | 2658                  | 209          | 2447          | 2                 |
| Huetamo de Núñez               | 2596                  | 85           | 2511          | 0                 |
| Los Reyes de Salgado           | 2442                  | 115          | 2327          | 0                 |
| Múgica                         | 2107                  | 110          | 1996          | 1                 |
| Tacámbaro                      | 2057                  | 117          | 1940          | 0                 |
| Puruándiro de Calderón         | 1975                  | 62           | 1912          | 1                 |
| Sahuayo de Morelos             | 1961                  | 61           | 1898          | 2                 |
| Ario de Rosales                | 1858                  | 85           | 1773          | 0                 |
| Buenavista Tomatlán            | 1504                  | 69           | 1435          | 0                 |
| Coalcomán de Vázquez Pallares  | 1475                  | 16           | 1459          | 0                 |
| Tancítaro                      | 1362                  | 29           | 1333          | 0                 |
| Yurécuaro                      | 1356                  | 50           | 1306          | 0                 |
| Jacona                         | 1282                  | 71           | 1211          | 0                 |
| Zinapécuaro                    | 1232                  | 89           | 1143          | 0                 |
| José Sixto Verduzco            | 1075                  | 22           | 1053          | 0                 |
| Paracho                        | 955                   | 120          | 835           | 0                 |
| La Huacana                     | 905                   | 57           | 846           | 2                 |
| Tzintzuntzan                   | 886                   | 50           | 836           | 0                 |
| Aquila                         | 881                   | 7            | 874           | 0                 |
| Parácuaro                      | 875                   | 38           | 835           | 2                 |
| Taretan                        | 847                   | 28           | 819           | 0                 |
| Jiquilpan                      | 843                   | 26           | 817           | 0                 |
| Quiroga                        | 818                   | 39           | 779           | 0                 |
| Arteaga                        | 811                   | 22           | 789           | 0                 |
| Angamacutiro                   | 791                   | 10           | 781           | 0                 |
| Acuitzio                       | 773                   | 18           | 755           | 0                 |
| Charo                          | 769                   | 47           | 722           | 0                 |
| Cuitzeo del Porvenir           | 761                   | 40           | 721           | 0                 |
| Juárez                         | 735                   | 25           | 709           | 1                 |
| Tuzantla                       | 707                   | 37           | 670           | 0                 |
| Salvador Escalante             | 697                   | 74           | 623           | 0                 |
| Madero                         | 696                   | 12           | 684           | 0                 |
| Álvaro Obregón                 | 668                   | 44           | 624           | 0                 |
| Numarán                        | 655                   | 23           | 632           | 0                 |
| Peribán de Ramos               | 643                   | 22           | 621           | 0                 |
| Tuxpan                         | 627                   | 43           | 584           | 0                 |
| Penjamillo                     | 621                   | 36           | 585           | 0                 |
| Purépero de Echáiz             | 600                   | 17           | 583           | 0                 |
| Queréndaro                     | 582                   | 25           | 557           | 0                 |
| Erongarícuaro                  | 572                   | 17           | 555           | 0                 |
| Villa Jiménez                  | 572                   | 22           | 550           | 0                 |
| Nuevo Parangaricutiro          | 567                   | 22           | 545           | 0                 |
| Tangancícuaro                  | 556                   | 35           | 520           | 1                 |
| Angangueo                      | 547                   | 13           | 534           | 0                 |
| Coahuayana                     | 545                   | 6            | 539           | 0                 |
| Senguio                        | 525                   | 6            | 519           | 0                 |
| Turicato                       | 524                   | 44           | 480           | 0                 |
| Panindícuaro                   | 522                   | 25           | 497           | 0                 |
| Chilchota                      | 515                   | 32           | 483           | 0                 |
| Tepalcatepec                   | 507                   | 28           | 479           | 0                 |
| Gabriel Zamora                 | 482                   | 29           | 452           | 1                 |
| Huandacareo                    | 478                   | 20           | 458           | 0                 |
| Pajacuarán                     | 473                   | 13           | 459           | 1                 |
| Jungapeo                       | 462                   | 20           | 442           | 0                 |
| Indaparapeo                    | 451                   | 21           | 430           | 0                 |
| Cotija                         | 448                   | 10           | 438           | 0                 |
| Zináparo                       | 445                   | 8            | 437           | 0                 |
| Tangamandapio                  | 434                   | 38           | 396           | 0                 |
| Lagunillas                     | 427                   | 12           | 415           | 0                 |
| Cojumatlán de Régules          | 422                   | 4            | 418           | 0                 |
| Nocupétaro                     | 420                   | 14           | 406           | 0                 |
| San Lucas                      | 419                   | 11           | 408           | 0                 |
| Villa Morelos                  | 418                   | 3            | 415           | 0                 |
| Tanhuato                       | 414                   | 11           | 403           | 0                 |
| Churintzio                     | 402                   | 7            | 395           | 0                 |
| Tocumbo                        | 400                   | 18           | 382           | 0                 |
| Nahuatzen                      | 389                   | 30           | 359           | 0                 |
| Huaniqueo                      | 386                   | 8            | 378           | 0                 |
| Aguililla                      | 384                   | 9            | 375           | 0                 |
| Villamar                       | 358                   | 20           | 338           | 0                 |
| Tlalpujahua                    | 337                   | 6            | 331           | 0                 |
| Aporo                          | 323                   | 4            | 319           | 0                 |
| Copándaro                      | 309                   | 11           | 298           | 0                 |
| Cherán                         | 305                   | 24           | 281           | 0                 |
| Carácuaro                      | 304                   | 9            | 295           | 0                 |
| Huiramba                       | 300                   | 11           | 288           | 1                 |
| Irimbo                         | 300                   | 15           | 285           | 0                 |
| Ziracuaretiro                  | 300                   | 25           | 275           | 0                 |
| Tlazazalca                     | 288                   | 11           | 277           | 0                 |
| Tingüindín                     | 288                   | 8            | 280           | 0                 |
| Epitacio Huerta                | 270                   | 3            | 267           | 0                 |
| Venustiano Carranza            | 253                   | 13           | 240           | 0                 |
| Tiquicheo de Nicolás Romero    | 222                   | 15           | 207           | 0                 |
| Coeneo                         | 208                   | 31           | 177           | 0                 |
| Contepec                       | 203                   | 11           | 192           | 0                 |
| Ocampo                         | 200                   | 12           | 188           | 0                 |
| Vista Hermosa                  | 189                   | 16           | 173           | 0                 |
| Santa Ana Maya                 | 187                   | 8            | 179           | 0                 |
| Tzitzio                        | 187                   | 13           | 174           | 0                 |
| Marcos Castellanos             | 177                   | 4            | 173           | 0                 |
| Briseñas de Matamoros          | 158                   | 7            | 151           | 0                 |
| Tingambato                     | 156                   | 14           | 142           | 0                 |
| Nuevo Urecho                   | 133                   | 17           | 116           | 0                 |
| Tumbiscatío                    | 129                   | 6            | 123           | 0                 |
| Chucándiro                     | 116                   | 3            | 113           | 0                 |
| Ecuandureo                     | 103                   | 17           | 86            | 0                 |
| Charapan                       | 92                    | 13           | 79            | 0                 |
| Ixtlán de los Hervores         | 87                    | 12           | 75            | 0                 |
| Chavinda                       | 72                    | 6            | 66            | 0                 |
| Churumuco                      | 70                    | 6            | 64            | 0                 |
| Susupuato                      | 69                    | 9            | 60            | 0                 |
| Chinicuila                     | 61                    | 0            | 61            | 0                 |
| TOTAL                          | 209 656               | 8713         | 200 832       | 111               |